# 石威廉
石威廉，香港民主派人士，曾任黎梓恩議員辦事處愉城選區社區主任，前香港沙田區議會愉城選區議員。

## 從政

### 2019年區議會選舉
2019年區議會選舉中，於2017年起開始服務此選區的王屋區議員黎梓恩助理石威廉計劃挑戰爭取連任的梁家輝。而曾發起「號召各界攜帶大型樂器搭東鐵」行動的中樂導師龍文慧，亦曾於2019年中旬起開始服務此選區並表示有意參選，而龍更獲網台「城寨」創辦人兼主持劉細良支持。經戴耀廷教授介入協商後，石與龍均在提名期展開期間參與民主派初選，以決定誰能代表民主派出選此選區；最終石以497對57的壓倒性票數，在初選中擊敗龍，成為參選此選區的民主派代表。結果石威廉以4,406票多於梁家輝的2,668票而當選。

### 歷屆選舉結果
| 政党   | 政党            | 候选人    | 票数  | %     | ±      |
| ------ | --------------- | --------- | ----- | ----- | ------ |
|        | 沙田區政        | ①. 石威廉 | 4,406 | 62.28 | 不適用 |
|        | 新民黨/公民力量 | ②. 梁家輝 | 2,668 | 37.72 | -29.62 |
| 多数票 | 多数票          | 多数票    | 1,738 | 24.57 | -22.39 |

## 資料來源與註釋
1. . 2019 District Council Election. 2019-11-25  [2019-12-30]. （原始内容存档于2020-01-02）.

## 外部連結
- 石威廉的Facebook專頁
- . 沙田區議會. 2020-12-17  [2021-01-03]. （原始内容存档于2021-07-11） （中文（香港））.

| 議會席位      | 議會席位                                              | 議會席位    |
| ------------- | ----------------------------------------------------- | ----------- |
| 前任： 梁家輝 | 沙田區議會 愉城選區區議員 2020年1月1日－2021年10月7日 | 繼任： 懸空 |